# Segunda División de rugby de Francia
La Segunda División de Francia fue el torneo de rugby de segunda categoría en Francia entre 1924 y 2000.
El torneo fue reemplazado en 2000, por el Pro D2, actual torneo profesional de segunda división.

## Historia
La primera edición del torneo fue en 1924, coronándose campeón el equipo de AS montferrandaise.
La última edición del torneo fue en 2000, coronándose campeón el equipo de AS Béziers Hérault, siendo reemplazado por el torneo profesional Pro D2.

## Campeones
| Edición | Edición | Campeón                     |
| ------- | ------- | --------------------------- |
| 1       | 1924-25 | AS montferrandaise          |
| 2       | 1925-26 | Racing Club de France       |
| 3       | 1926-27 | CS Vienne                   |
| 4       | 1927-28 | CS Vienne                   |
| 5       | 1928-29 | NAC Roanne                  |
| 6       | 1929-30 | AS Bortoise                 |
| 7       | 1930-31 | UA Libourne                 |
| 8       | 1931-32 | CS Villefranche-sur-Saône   |
| 9       | 1932-33 | Stade Nantais               |
| 10      | 1933-34 | RRC Nice                    |
| 11      | 1934-35 | Stade Poitevin              |
| 12      | 1935-36 | FC Lyon                     |
| 13      | 1936-37 | Sporting Club Decazevillois |
| 14      | 1937-38 | Avenir Valencien            |
| 15      | 1938-39 | US Bressane                 |
| 16      | 1946-47 | Football-Club Auch          |
| 17      | 1947-48 | Tarbes Pyrénées rugby       |
| 18      | 1948-49 | SC Graulhet                 |
| 19      | 1949-50 | CASG Paris                  |
| 20      | 1950-51 | FC Grenoble                 |
| 21      | 1951-52 | Stade Auto Lyonnais         |
| 22      | 1952-53 | Avenir Aturin rugby         |
| 23      | 1953-54 | SO Chambéry                 |
| 24      | 1954-55 | Stade Cadurcien             |

| Edición | Edición | Campeón                       |
| ------- | ------- | ----------------------------- |
| 25      | 1955-56 | SO Chambéry                   |
| 26      | 1956-57 | Club Athlétique Brive-Corrèze |
| 27      | 1957-58 | US Bressane                   |
| 28      | 1958-59 | Stade Bordelais               |
| 29      | 1959-60 | US Bergerac                   |
| 30      | 1960-61 | AS Saint-Junien               |
| 31      | 1961-62 | GS Figeac                     |
| 32      | 1962-63 | Stade Langonnais              |
| 33      | 1963-64 | Entente Quillan-Esperaza      |
| 34      | 1964-65 | Club Sportif Bourgoin-Jallieu |
| 35      | 1965-66 | US Bressane                   |
| 36      | 1966-67 | CA Castelsarrasinois          |
| 37      | 1967-68 | Saint-Jean-de-Luz OR          |
| 38      | 1968-69 | Paris université club         |
| 39      | 1969-70 | Stade Ruthénois               |
| 40      | 1970-71 | Club Sportif Bourgoin-Jallieu |
| 41      | 1971-72 | US Carmaux                    |
| 42      | 1972-73 | Club Sportif Bourgoin-Jallieu |
| 43      | 1973-74 | CA Castelsarrasinois          |
| 44      | 1974-75 | US Carcassonne                |
| 45      | 1975-76 | Stade Ruthénois               |
| 46      | 1976-77 | US Vicquoise                  |
| 47      | 1977-78 | SA Condom                     |
| 48      | 1978-79 | US Montélimar                 |

| Edición | Edición   | Campeón               |
| ------- | --------- | --------------------- |
| 49      | 1979-80   | SA Hagetmautien       |
| 50      | 1980-81   | US Salles             |
| 51      | 1981-82   | Stade langonnais      |
| 52      | 1982-83   | Blagnac SCR           |
| 53      | 1983-84   | US Montélimar         |
| 54      | 1984-85   | SC Mazamet            |
| 55      | 1985-86   | FCS Rumilly           |
| 56      | 1986-87   | RC Vichy              |
| 57      | 1987-88   | US Vicquoise          |
| 58      | 1988-89   | Lyon Olympique        |
| 59      | 1989-90   | ASPTT Paris           |
| 60      | 1990-91   | Fleury Olympique      |
| 61      | 1991-92   | Lyon Olympique        |
| 62      | 1992-93   | Céret Sportif         |
| 63      | 1993-94   | Peyrehorade Sports    |
| 64      | 1994-95   | US Cognac             |
| 65      | 1995-96   | Stade Piscenois       |
| 66      | 1996-97   | US Tours              |
| 67      | 1997-98   | Racing Club de France |
| 68      | 1998-99   | Stade Montois         |
| 69      | 1999-2000 | AS Béziers Hérault    |